# Осиковица
Осиковица е село в Западна България. То се намира в община Правец, Софийска област.

## География
Осиковица е село в Западна България, намиращо се в полите на Предбалкана.
Селото попада в зоната на умереноконтиненталния климат с годишен сбор от валежи 746 мм, който е по-висок от средните за страната. Валежите са сравнително добре балансирани през годината – зимните са 113 мм, пролетните – 215 мм, летните – 256 мм, и есенните – 162 мм. Средногодишната температура е 10,8 °C. Температурата на най-студения месец – януари е със средна стойност 1,4 °C, а най-топлият месец – юли, е със средна величина 21,6 °C. Ясното време и слънчевото греене в котловината се измерва на 2160 часа в годината. Значителен е броят на слънчевите дни в късна есен и през зимата. Дните с мъгла са малко – едва от 7 до 10 годишно.

## Културни и природни забележителности
Църквата „Свети Архангел Михаил“ е културна ценност със статут архитектурно-художествен паметник на културата. Трикорабна базилика с куполообразен покрив и преддверие, покрита с каменни плочи. Построена е за 54 дни от местните хора през 1834 г. въз основа на издаден ферман от Високата порта. Ценен е иконостасът, дърворезба, дело на самоковския майстор Христо. Иконите са от първата половина на ХІХ в. През 1870 г. дебърските майстори братя Наум и Ненчо Илиеви от село Селце, позлатяват иконостаса и изписват апостолските икони. Църквата е място за съхранение на много ценни старопечатни книги в близкото минало, някои от които нейно притежание.
Водна паша  – в село Осиковица, махала Владовци, насред едно естествено езеро, известният автор Павел Койчев представи пространствения проект „Водна паша“.